# 非暴力交流
非暴力交流（英語：Nonviolent Communication，缩写NVC，也称为同情交流或协作交流）是一种基于非暴力原则的交流方法。这不是一种为了消除分歧而存在的技术，而是为了增加同理心并通过使用它从而改善人们生活质量的方法。
非暴力交流从个人中心治疗中所使用的概念演变而来，并由临床心理学家马歇尔·罗森伯格在20世纪60年代和70年代开始发展。那时候有一个大型生态系统的研究室、临床研究和关于非暴力交流的自愈材料。罗森博格的书《非暴力沟通:生活的语言》，作为自愈书籍和心理治疗教科书而流行，被公认为是关于这一概念的权威文章。
非暴力交流是着重于在对话中满足各方基本需求的有效策略。 目的是人际关系的和谐，还有在未来的合作中获取更多的知识。值得注意的概念包括拒绝强制性的话语形式，通过观察而不是评价来获取事实，真诚而具体地表达感觉和需求，提出有效且具有同理心的请求。
非暴力交流既可以用作临床心理治疗手段，也可以被看作是一种自愈技术，尤其有利于寻求人际关系和工作中的和谐。虽然许多研究表明这种方法具有很高的有效性，但总体而言，对非暴力交流的学术研究还是很有限的。从循证的角度看，它不像认知行为疗法等实践研究具有较高的地位。该理论的支持者通常依靠临床和有趣的经验来支持其有效性。
批判者们通常认为，这种假设方法，仅仅在个人层面具有有效性;大多数的批评言论都涉及到公平和一致性的问题。有些人认为它的模式是自相矛盾的，认为非暴力交流本身带有一种潜在的强制性(因此是“暴力的”)技术，极有可能被滥用。 这种方法需要大量的努力(时间)去学习和应用，并且需要具有一定的教育水平。

## 历史

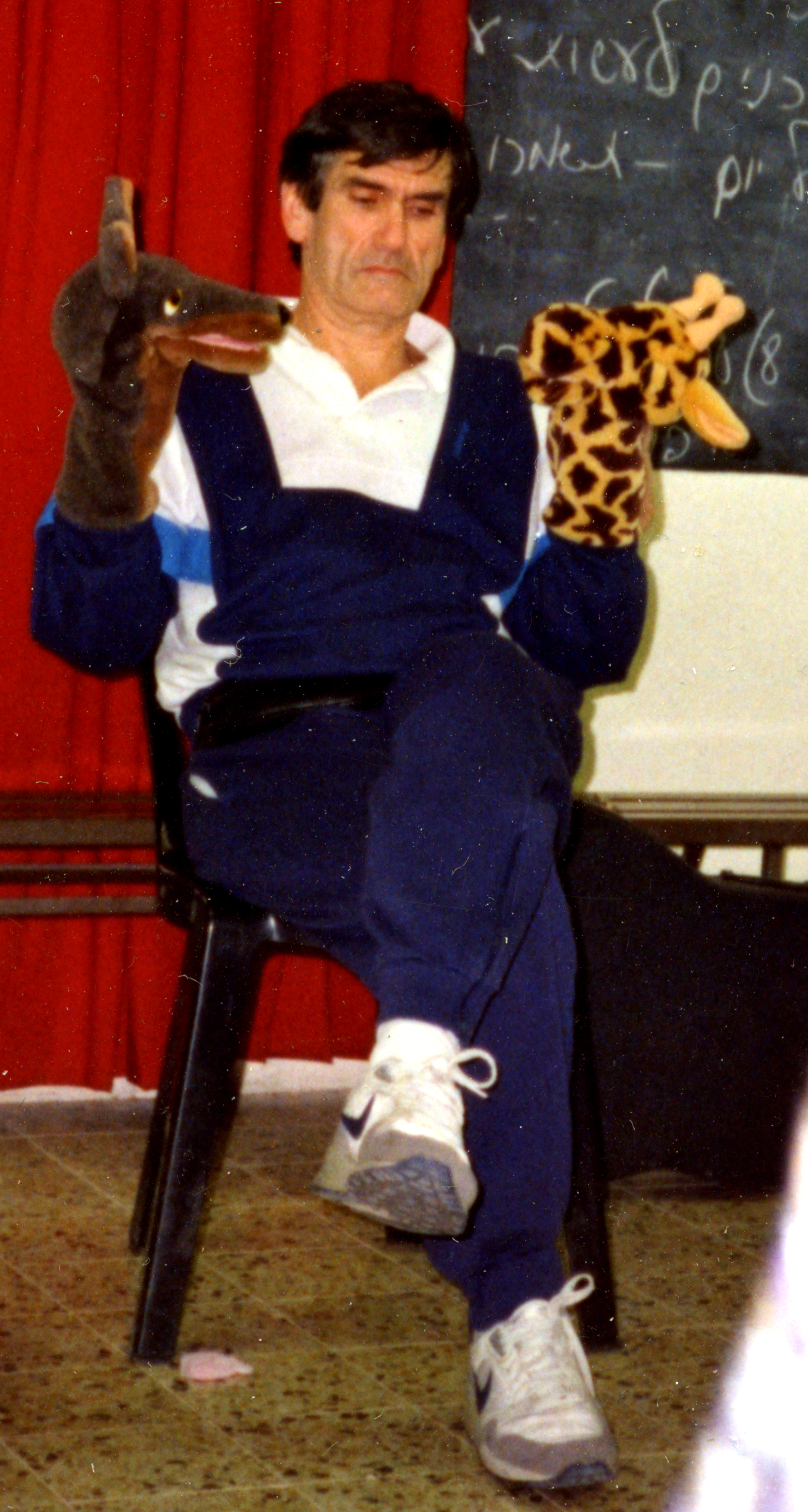
马歇尔·罗森博格在非暴力沟通研讨会上的演讲(1990)

马里昂·利特尔(Marion Little, 2008)认为，NVC模式起源于上世纪60年代末，当时罗森博格正在研究学校和美国南部一些组织中的种族融合问题。 该模式的最早版本(观察、感觉、需求和面向行动的需求)是马歇尔·罗森博格在1972年编写的培训手册的一部分。非暴力沟通是以正统的心理学理论为基础的。非暴力交流的发展高度取决于卡尔·罗杰斯和个人中心治疗。马歇尔·罗森博格强调: 1)体验学习。 2)坦率对待别人的情绪状态。 3)“以一种能引起他们共鸣的方式”倾听别人的满足感。 4)丰富和鼓励“创意、活跃、敏感、准确、用心聆听”的经历。5)观察“一个人的内心体验、意识和交流”之间一致性的深层价值。随后,6)无条件地接受爱或感激，以及类似的更深层次的生动体验。这些影响了下一节中描述的概念。 
马歇尔·罗森博格受到埃里希·弗罗姆、乔治·阿尔比以及乔治·A·米勒的影响，在工作中采用了社会聚焦，不再只专注于临床研究，影响这一转变的关键因素是:(1)个人心理健康取决于一个社区的社会结构（弗罗姆） ，(2) 治疗师本身并不能满足一整个社区的心理需求（阿尔比），还有(3) 如果把心理学自由地传授给社会，关于人类行为的知识就会增加(米勒)。
罗森博格对有学习障碍儿童的早期研究显示了他对心理语言学和语言的力量的兴趣，以及他非常强调合作。在最初的发展中，非暴力交流模式重新构建了学生与教师的关系，使学生对自己的学习有更大的责任和决策能力。这种模式经过多年的演变，已经包括了制度化的权力关系(即警察-公民、老板-雇员)和非正式的权力关系(即男人-女人、富人-穷人、成人-青年、父母-孩子)。最终目标是建立一种恢复性的、“伙伴关系”范式和相互尊重的社会关系，而不是一种报应性的、基于恐惧的“支配性”范式。
为了展示交流风格的差异，罗森博格开始使用两种动物。暴力交流在食肉的豺狼中被视为一种侵略，尤其是统治的象征。另一方面，食草长颈鹿代表了它的非暴力交流策略。选择长颈鹿作为“非暴力交流”的象征，是因为长颈鹿的长脖子表明说话的人头脑清楚，能意识到其他说话人的反应;因为长颈鹿有一颗宽大的心，代表着非暴力交流富有同情心的一面。在他的课程中，他倾向于使用这些动物，以便让观众更清楚地了解交流中的差异。
到1992年，这种模式已经发展到现在的形式(观察、感觉、需要和要求)。到2000年代末，自我同理心作为模型有效性的关键越来越受到重视。自2000年以来，另一个重点的转变是将模型作为一个过程来引用。因而更少关注“步骤”本身，而是更多的关注讲话者：(“是为了让别人做自己想做的事，还是为了培养更有意义的关系和相互满足?”)和倾听者：(“目的是为一个人要说的话做准备，还是向另一个人表示衷心的、尊敬的关注?”)的意图以及与他人经历的联系的质量。

## 概述

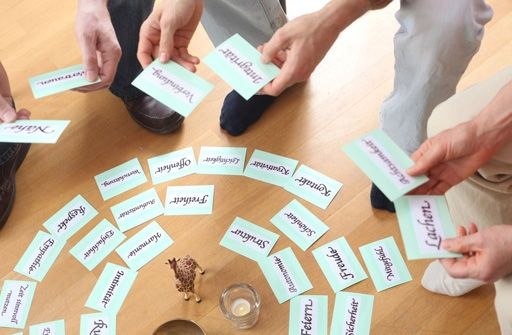
训练小组参与者手中的人类基本需求卡片

“非暴力沟通”认为大多数个人或群体之间的冲突是由于对人类需求的误解而产生的，由于强制性或操纵性的语言，旨在诱导恐惧、内疚、羞耻等。当在冲突中使用这些“暴力”的交流模式时，会转移参与者的注意力，使他们无法阐明自己的需求、感受、感知和要求，从而使冲突持续下去。

### 构成
非暴力沟通有四个组成部分:
- 观察: 事实（我们所看到、听到或触摸到的东西）与我们对意义和重要性的评价不同。非暴力交流不鼓励静态泛化。有人说:“当我们把观察和评价结合起来时，我们说的话很容易得到别人的批评和抵制。”取而代之的是，我们建议关注于特定时间和背景下的观察。
- 感情: 情感或感觉，与思想和故事无关。把他们与思想区分开来 (比如“我觉得我没有得到公平的待遇。”) ，使用源自口语中用作感情的词表达我们对自己的看法(例如,“不足”), 我们认为别人如何评价我们(例如，“不重要”),或者我们认为别人对我们做了什么(例如，“误解”，"忽略"). 据说，感觉反映了我们的需求是否得到了满足。识别情感据说能让我们更容易与他人建立联系，而且“通过表达情感让自己变得脆弱，有助于解决冲突。”
- 需要: 人类的基本需要, 不同于满足需要的特定战略. 它假定“我们所做的一切都是是为了服务于我们的需要。”
- 请求: 请求与要求的区别在于，请求可以听到“不行”的回答，而不会触发尝试强制解决的问题。如果一个人提出请求并收到“不行”的回答，那么不建议放弃，在决定如何与一个人继续进行对话之前要先了什么原因会阻止对方说“好的”。建议请求使用清晰，积极，具体的行动语言。

### 模式
非暴力交流的主要应用模式有三种:
- 自我同理心： 慈悲同理地(compassionately)与我们内心发生的事情联系。这可能包括，在没有责备的情况下，关心我们自己的想法和判断，关心我们自己的感觉，最重要的是，与是否影响我们自己的需要联系起来。
- 用同理心接受他人：在非暴力交流中，涉及“与对方内心深处的东西以及能让他们的生活变得美好的东西联系起来……”这不是为了理解别人的大脑，我们只是在心理上理解另一个人说的话……同理连接是一种对内心的理解，在这种理解中，我们看到他人的美丽，他人神圣的能量，他们身上鲜活的生命……这并不意味着我们必须和另一个人有同样的感觉。当我们因为别人难过而难过时，这就是同情。这并不意味着我们有相同的感受;这仅仅意味着我们和另一个人在一起……如果你在精神上试图理解对方，你就不用出现在他们身边。”同理心包括“清空头脑，全身心地倾听。”非暴力交流建议无论对方如何表达自己，我们都要专注于倾听潜在的观察、感觉、需求和要求。有人建议，反映别人所说的话的释义，突出他们信息中隐含的非语言表达成分，比如你猜测他们可能要表达的感觉和需要，这是很有用的。
- 诚实的表达：在非暴力交流中，这可能包括对观察、感觉、需要和请求的表达。如果对话的上下文很清楚，可以省略观察。如果已经存在足够的联系，那么感觉也可能会被忽略，或者在语境中命名一种不太可能形成連結的感觉。据说，除了说出一种感觉，还要说出一种需要，使人们不太可能觉得你是在让他们对你的感觉负责。类似地，有人说，在提出需要的同时提出一个请求，人们就不太可能推断出一个模糊的需要来满足你的需要。这些部分被认为是协同工作。根据非暴力交流培训师鲍勃·温特沃斯的说法，“观察设置背景，感觉支撑連結和走出我们的头脑，需要支撑連結和确定什么才是重要的，请求阐明你可能喜欢什么样的回应。将这些因素结合起来使用，可以最大限度地减少人们迷失的可能性，因为他们可能会切断对你想从他们那里得到什么和为什么想要的猜测。”

## 研究
一项对2013年研究的系统回顾分析了从2634个引用中挑选出来的13项研究。其中两项研究来自同行评议的期刊。其中11项研究表明，在使用非暴力交流后共情增加(其中5项具有统计学显著性证据)，2项没有。没有关于非暴力交流的随机研究。对非暴力交流的学术研究始于20世纪90年代，并随着时间的推移而不断增多。
截至2017年，已有15篇硕士和博士论文在108篇或更小的样本规模上测试了该模型，普遍认为该模型是有效的。
虽然它被广泛应用于临床和非专业环境，而且有一些研究表明，这种技术在解决冲突和增加同理心方面是有效的，但心理学家通常不认为它具有与循证实践(如认知行为疗法)相同的地位。这是由于对该方法的学术研究很少。

1972年第一次见到罗森伯格的非暴力交流中心创始人艾伦·罗弗斯在2011年对学术文献的匮乏做了如下解释:
几乎所有的冲突解决方案都有学术背景作为基础，因此有研究生对其有效性进行了实证研究。非暴力交流以其根源而著称。马歇尔罗森博格博士(威斯康星大学临床心理学)来自临床心理学全职私人咨询诊所，没有从事过学术职位。他创立的非暴力交流完全是一个草根组织，直到最近才获得了一些基金会或赠款资金，100%的资金来自世界各地的公共研究室。随着独立研究人员慢慢有了资金来进行发表经同行评议的实证研究，实证数据现在正在缓慢地被获得。
鲍尔斯和莫菲特(2012)认为，由于缺乏对模型理论基础的研究以及缺乏对积极结果的可靠性的研究，非暴力交流在学术项目中已经缺席。
康纳和温特沃斯(2012)研究了6个月的非暴力交流培训和辅导，用来影响财富100强公司的23名高管。报告中提出了各种各样的成果，包括“谈话和会议明显更有效率，解决问题的时间减少了50%到80%。
2014年的一项研究对华盛顿门罗市门罗惩教中心的885名男性囚犯进行了非暴力交流和正念训练的效果测试。这项培训将再犯率从37%降低到21%，据估计，这项培训每年为州政府节省了500万美元的监禁费用。人们发现，这种训练能使人平静下来，减少愤怒，提高对自己的感受负责、表达同理心、提出要求而不强加要求的能力。

## 与精神之间的关系
正如特蕾莎·拉蒂尼所说:“罗森伯格认为非暴力交流从根本上来说，是一种精神上的修行。” 罗森伯格描述了他的精神生活对非暴力交流发展和实践的影响:
我认为重要的是，人们要看到精神是非暴力交流的基础，他们要在头脑中学习这个过程的机制。这确实是一种精神上的修行，我想把它作为一种生活方式来展示。即使我们没有提到这一点，人们还是会被这种行为所诱惑。即使他们把这当作一种机械的技巧来练习，他们也会开始体验到自己和他人之间以前无法体验到的东西。所以最终他们会感受到这个过程中精神层面的东西，他们开始意识到这不仅仅是一个交流的过程，并意识到这实际上是一种展示某种灵性的尝试。
罗森伯格进一步指出，他开发非暴力交流是为了让人们“意识到”他所说的“敬爱的神圣能量”.
一些基督徒发现非暴力交流对他们的基督教信仰是一种补充。
许多人发现非暴力交流与佛教是非常互补的，无论是在理论上还是在实践中都能体现佛教的信仰。

## 与其他模式之间的关系
马里昂利特尔研究了与非暴力交流相关的理论框架。菲谢尔、安瑞和派特在20世纪80年代的哈佛谈判项目中开发的基于利益的冲突解决、谈判和调解模型似乎与非暴力交流有一些概念上的重叠，尽管两种模型都没有引用对方。:31–35 利特尔认为，基于概念上的相似性，如果没有任何证据能证明他们有直接关系的话，戈登有效关系模型(1970)可以作为非暴力交流和基于利益的谈判的先驱。:35–41 和罗森博格一样，戈登也曾与卡尔·罗杰斯共事过，所以模型的相似性可能反映了他们彼此共同影响着对方。:35
苏珊娜·琼斯认为主动倾听和罗森博格推荐的共情倾听之间有本质区别，因为主动倾听包括一个具体步骤，反映讲话者说了什么，让他们知道你在听，而共情倾听包括一个持续的过程，全心全意地倾听，并充分了解对方的经验，目的是理解和共情对方的需求，意义在于像是切身去经历另一个人所经历的事情。
戈尔特·丹尼尔森和哈瓦·考克都注意到非暴力交流的前提和人类需求理论的前提有重叠之处。人类需求理论是一种理解冲突来源和设计冲突解决过程的学术模型，其理念是“当某些个人或群体没有看到任何其他方式来满足他们的需求，或当他们需要理解、尊重和考虑他们的需求时，暴力就会发生。”
查普曼·弗拉克找到了罗森博格主张的观点与批判性思维之间重叠的部分，尤其是伯特兰·罗素将善良与清晰的思维结合在一起的构想。
玛莎•拉斯利认为，这个主张与文化事务研究所开发的“聚焦对话法”有相似之处，“非暴力交流”的观察、感觉、需求和请求成分与“聚焦对话法”的客观、反思、解释和决定阶段有关。

## 应用程序
非暴力交流已被应用于很多组织和商业环境中，以及养育、教育 、调解、心理治疗 、医疗保健、解决饮食问题、司法、被作为一本儿童读物的基本根据等其他环境中。
罗森博格介绍了他在冲突地区的和平项目中使用非暴力沟通的方式，这些地区包括卢旺达、布隆迪、尼日利亚、马来西亚、印度尼西亚、斯里兰卡、哥伦比亚、塞尔维亚、克罗地亚、爱尔兰和中东，包括有争议的约旦河西岸。

## 反馈
一些研究人员试图对非暴力交流的批评和弱点进行彻底的评估，并评估了其应用中的重大挑战。 这些问题涵盖了从实践到理论的一系列潜在问题，包括研究参与者和研究人员收集的关注。
使用非暴力交流的困难和误用的危险是大家共同关心的问题。此外，比特纳和弗莱克发现在使用非暴力交流时存在着一种自相矛盾的潜在暴力行为，这是由于使用非暴力交流不熟练而引起的。比特纳进一步指出，使用非暴力交流不太可能让每个人在现实生活中表达他们的感受和满足他们的需求，因为这需要过度的时间、耐心和纪律。那些熟练使用非语言文字的人可能会对那些不熟练使用非语言文字的人产生偏见，而宁愿只在他们自己之间交谈。
另外，非暴力交流的排他性似乎更倾向于受过良好教育的人，更重视那些对语法、词的选择和句法有更多了解的人。这可能会导致社会底层的人们难以无障碍运用，这有利于更高层次的社会阶层。
非暴力交流是压迫者的一种工具，让他们对他人表现出更多的爱和仁慈，从而使压迫者有能力维持住对受迫害方的压迫权力。
奥伯斯认为，人们可能会在同理心的过程中隐藏自己的感受，从而颠覆沟通的非暴力
虽然非暴力交流的目的是加强相互珍惜的人之间的关系，但它可能会导致关系结束。我们是有限的生物，拥有有限的资源，通过非暴力交流了解彼此的需求，而满足所有的需求可能会给这种关系造成太多的压力。
许多研究人员已经注意到非暴力交流，并为了学习和使用它，投入了大量的时间和精力。
查普曼•弗拉克在回顾罗森博格的一段培训视频时，认为关键思想的呈现“引人入胜”，而那些轶事“令人谦卑而鼓舞人心”，并指出“他的工作之美”，以及他在与观众互动时“灵巧地进行精细的专注思考”。然而，弗莱克想知道罗森博格演讲的某些方面是如何理解的，比如他明显的“对思考场所的模糊看法”，以及他基于沃尔特·维克关于我们思考方式起源的描述。值得批评的是，罗森博格所说的一些看似恰当的答案，与历史、文学和艺术所提供的具有挑战性和复杂的人性图景不符。
弗莱克指出，非暴力沟通的“强烈意识”和“弱意识”之间的区别在于，前者是一种谨慎和专注的美德，而后者则是对这种天生的自我的模仿。强烈意识提供了一种语言来审视一个人的思想和行为，提倡理解，把自己最好的一面带给社会并尊重自己的情感。而弱意识的人把语言当作规则，用这些规则来获得加分，为政治利益而给别人贴上标签，或者坚持让别人用这种方式来表达自己。由于担心罗森博格所说的一些话可能会导致“弱意识”，但弗莱克看到了证据，证实罗森博格在实践中理解了“强意识”。罗森博格与研讨会与会者的合作展示了“事实”。然而，弗莱克警告说，“弱意识的诱惑不会缺席。”弗莱克建议说，这是我给你的解毒剂，“在你所做的事上要保守，在你从别人那里接受的事上要自由”(也被称为稳健性原则)，并且要防止“以非暴力沟通的名义演变成微妙的暴力”。
艾伦·高斯威斯克在评价罗森博格的书《非暴力沟通:同情的语言》(1999)时指出:“个体的相对力量被大大高估了，而结构性暴力的关键问题几乎完全被忽视了。”
据普德尔舞者通讯社报道，非暴力交流已经得到了许多公众人物的认可。
斯文·哈滕斯坦创作了一系列恶搞非暴力交流的漫画。
据报道，2014年萨蒂亚·纳德拉成为微软(Microsoft)首席执行官后的第一件事就是让公司高管阅读罗森博格的《非暴力沟通》一书。

## 组织
由马歇尔·罗森伯格创立的非暴力交流中心，为了更加清晰化和品牌化，已经将非暴力交流、同情沟通等术语注册为商标。
非暴力交流中心认证培训师是通过在非暴力交流中心里对非暴力交流过程逐步理解后来教授非暴力交流的人。非暴力交流中心也提供由认证培训师提供的培训一些非暴力交流培训是由一些组织赞助的培训师提供的，这些组织被认为与马歇尔·罗森博格创立的非暴力交流中心结盟，但没有正式关系。 其中一些培训是通过非暴力交流中心公布的。 大量的非暴力交流组织在世界各地如雨后春笋般涌现，许多都有区域性的焦点。